# Alton (Illinois)
Alton je město v okrese Madison County při jihozápadní hranici státu Illinois ve Spojených státech amerických. V roce 2020 zde žilo 25 676 obyvatel a s celkovou rozlohou 43,3 km² byla hustota zalidnění 592,3 obyvatel na km². Narodili se zde jazzový hudebník Miles Davis, nejvyšší člověk v historii Robert Wadlow a spisovatel Thomas N. Scortia.
V roce 1833 zde byla vybudována vojenská věznice. Během občanské války zde bylo uvězněno více než 11 000 vězňů. V roce 1865 byla uzavřena a později zbourána.

## Geografie
Alton leží na souřadnicích 38°54′1″ s. š., 90°9′35″ z. d..
Alton se nachází na levém břehu řeky Mississippi, mezi zaústěním řek Illinois a Missouri, nedaleko velkoměsta St. Louis ve státě Missouri.
| Růžice kompasu | Elsah      | Godfrey | Bethalto   | Růžice kompasu |
| Růžice kompasu |            | Sever   | East Alton | Růžice kompasu |
| Růžice kompasu | Alton      |         | East Alton | Růžice kompasu |
| Růžice kompasu | Jih        |         | East Alton | Růžice kompasu |
| Růžice kompasu | West Alton |         |            | Růžice kompasu |

## Demografie

### Sčítání 2020
Podle sčítání lidu zde v roce 2020 žilo 25 676 obyvatel.

#### Rasové složení
- 63,8 % bílí Američané
- 26,8 % Afroameričané
- 0,7 % asijští Američané
- 0,04 % pacifičtí ostrované
- 0,5 % Indiáni
- 1,1 % jiná rasa
- 7 % dvě nebo více ras

Obyvatelé hispánského nebo latinskoamerického původu, bez ohledu na rasu, tvořili 2,6 % populace.

### Sčítání 2010
Podle sčítání lidu Spojených států amerických v roce 2010 zde žilo 27 865 obyvatel.

#### Rasové složení
- 72,32 % bílí Američané
- 24,72 % Afroameričané
- 0,18 % Indiáni
- 0,38 % asijští Američané
- 0,01 % pacifičtí ostrované
- 0,68 % jiná rasa
- 1,71 % dvě nebo více ras

Obyvatelé hispánského nebo latinskoamerického původu, bez ohledu na rasu, tvořili 1,49 % populace.

## Osobnosti
- Robert Wadlow (1918–1940), nejvyšší člověk v historii
- Mary Beth Hughes (1919–1995), herečka
- Miles Davis (1926–1991), jazzový trumpetista
- Thomas N. Scortia (1926–1986), spisovatel
- James Earl Ray (1928–1998), vrah Martina Luthera Kinga
- Kash Killion, jazzový basista

## Počasí
| Alton – podnebí                     | Alton – podnebí | Alton – podnebí | Alton – podnebí | Alton – podnebí | Alton – podnebí | Alton – podnebí | Alton – podnebí | Alton – podnebí | Alton – podnebí | Alton – podnebí | Alton – podnebí | Alton – podnebí | Alton – podnebí |
| Období                              | leden           | únor            | březen          | duben           | květen          | červen          | červenec        | srpen           | září            | říjen           | listopad        | prosinec        | rok             |
| ----------------------------------- | --------------- | --------------- | --------------- | --------------- | --------------- | --------------- | --------------- | --------------- | --------------- | --------------- | --------------- | --------------- | --------------- |
| Průměrné denní maximum [°C]         | 4,3             | 6,8             | 12,6            | 19,3            | 24,4            | 29,3            | 31,6            | 30,9            | 27,1            | 20,4            | 13,4            | 6,1             | 18,9            |
| Průměrné denní minimum [°C]         | −5              | −3,1            | 2,1             | 8,1             | 13,8            | 19,1            | 21,3            | 20,3            | 15,8            | 9,3             | 3,6             | −2,8            | 8,5             |
| Průměrné srážky [mm]                | 61              | 66              | 81              | 108             | 130             | 88              | 92              | 80              | 84              | 84              | 99              | 76              | 1 049           |
| Zdroj: U. S. climate data 1981–2010 |                 |                 |                 |                 |                 |                 |                 |                 |                 |                 |                 |                 |                 |